# Strategia kryminalistyczna
Strategia kryminalistyczna – dziedzina kryminalistyki, której zadaniem jest opracowywanie metod i środków do przewidywania oraz zwalczania przestępczości w przyszłości (np. przeciwdziałania terroryzmowi). Nauka ta wyodrębniła się po II wojnie światowej.